# Lestes patricia
Lestes patricia är en trollsländeart som beskrevs av Fraser 1924. Lestes patricia ingår i släktet Lestes och familjen glansflicksländor. Inga underarter finns listade i Catalogue of Life.